# 施密特-維薩拉攝星儀
施密特-維薩拉攝星儀（Schmidt–Väisälä camera）是由爾約·維薩拉設計，使用於广角（5到10度）攝影的天文望遠鏡。

## 發明和設計
維薩拉教授最初設計的天文照像機類似於伯恩哈德·施密特的施密特攝星儀，但是這個設計沒有發表。維薩拉在1924年的一場演講中為這個設計加了註腳：困難的球面焦平面。維薩拉一看到施密特的發表，就在施密特的設計中於底片座的前端放入雙凸透鏡，率先解決了場-平坦的問題。這樣完成的系統就是所知的施密特-維薩拉攝星儀，有時就直接稱為維薩拉攝星儀。
這種場-平坦的解決方法並不完善，不同顏色投射在底片上的位置略有不同，因此影像受到色差的困擾。考慮到現代電子相機的感測器，絕對不可能強制表面成為球形，也不可能如此製造，因此處理起來很有趣。
失去了發明發明家學習狀態的動機，維薩拉發表了他尚未完美的設計。
維薩拉教授不僅設計了新的光學儀器，還落實了幾項施密特之後發表的設計。
他最初兩項的努力是學習如何糾正凹凸透鏡（半月板，4次方程式的表面）的實驗。
第三項是建造維薩拉 500/1031攝星鏡，如下所述，用來發現了807顆小行星和7顆彗星。

## 維薩拉 500/600/1031攝星鏡
這架望遠鏡於1934年開光，有一個直徑500 mm的修正板和焦距為1031 mm的主鏡。球面的主鏡直徑為600 mm，安裝在德式赤道儀的架台上。它在焦平面前面使用120 mm的雙凸透鏡做為平場透鏡，賦予它直徑6.7度的視野，在120×120 mm的”乾板”上每mm相當於200秒弧的角度。
導星鏡是直徑180 mm，焦距2300 mm，和直徑80 mm，焦距1200的折射望遠鏡。
這架望遠鏡使用了超過20年，發現807顆小行星和7顆彗星。在這段時間，它與其競爭對手相比，甚至從1990和2000年代電腦化的小行星獵人，仍具有競爭力。它的調查，據其中一個故事，可能刻意用來檢視會與地球撞擊的小行星。
為此需要大規模的攝影與測量工作，維薩拉還發展了在同一張底片間隔2-3小時兩次曝光的技術，以稍微消除一些影像，任何沒有成對的點都會被標示在後續的照片中。這種方法相較於乾板只曝光一次的閃視比較儀，可以減少一半的乾板消耗和只獲得單張影像的風險，並且操作人員可以快速的比對第一次和第二次的曝光。
這架望遠鏡原本安裝在芬蘭圖爾庫郊區的圖爾庫天文台。隨著這個城市的發展，燈光也日漸增加，望遠鏡在1950年代遷移至圖爾庫東方約35公里，天空校為黑暗的凯沃拉天文台。現在這個場所由圖爾庫之熊天文協會（Turun Ursa Astronomical Association）管理，這是芬蘭第二老的業餘天文學加社團，也是由維薩拉創立的。
（在21世紀初）這種望遠鏡很少以4×5英吋的塑膠膜板拍攝天空的照片。它的導星鏡幾乎都用於觀察恆星和行星，——例如，每年春天都會獵捕冥王星，但是即使在視寧度極為良好的情況下，導星鏡也沒有足夠的能力讓觀測者看到它。

## 外部連結
- The Uppsala Väisälä camera （页面存档备份，存于）  from 1941   (310/380/730)
- Turun Ursa Astronomical Association （页面存档备份，存于）